# Gavrana tricosa
Gavrana tricosa là một loài tò vò trong họ Ichneumonidae.